# Arborètum de Tervuren
L'arborètum de Tervuren a Bèlgica (Brabant Flamenc) és un arborètum de tipus geogràfic i paisatgista que s'estén sobre una superfície d'un centenar d'hectàrees.
Localitzat al municipi de Tervuren, a les portes de Brussel·les, forma part del bois des Capucins, extensió nord-est del bosc de Soignes.

## Històric
L'arborètum ha estat creat a partir de 1902 sota la direcció del professor Charles Bommer, conservador del Jardí botànic nacional de Bèlgica, sobre un terreny pertanyent al rei Leopold II que formarà part de la Donation royale.
A diferència dels arborètums de tipus sistemàtic, que reagrupen les diferents espècies per gèneres i famílies botàniques, o de tipus forestal, que presenten una sola espècie per parcel·la, el principi d'aquest arborètum és de reproduir en reducció els diferents paisatges dels boscos de les regions temperades, principalment de l'hemisferi nord.
L'objectiu principal és l'estudi de les característiques de les espècies i dels diferents models forestals, així com de la seva capacitat d'aclimatació. Moltes espècies botàniques que es troben a l'Àsia i a Amèrica del Nord corresponen o són molt properes d'aquelles desaparegudes d'Europa en el transcurs de glaciacions. Certes espècies avui correntment plantades als parcs i jardins de Bèlgica han estat provades a Tervuren.
En el transcurs de més d'un segle d'existència, certes varietats han desaparegut per manca de capacitat d'aclimatació, d'altres en canvi han prosperat i es reprodueixen naturalment en detriment de la supervivència de certs grups. Alguns medis forestals estan més representats que d'altres.
Han tingut lloc rejoveniment de les plantacions així com la introducció de noves espècies, es calcula avui el seu nombre en 465, de les que 155 són gimnospermes (arbre resinós) i 310 angiospermes (fullosos).

## Descripció
L'arborètum ofereix nombroses possibilitats de passeigs, pels camins de fàcil accés, que permet gaudir dels aspectes paisatgistes que canvien en funció de les regions representades i de les estacions, o els nombrosos senderons que permeten penetrar al cor de les parcel·les i donen, amb una mica d'imaginació, una impressió de desorientació.
És dividit en dues grans zones, a l'est, el Nouveau Monde, compost essencialment de plantacions provenint de les regions temperades d'Amèrica del Nord i a l'oest, L'Ancien Monde del que les mostres provenen d'Europa i d'Àsia. Cadascuna d'aquestes dues zones és dividida en una vintena de parcel·les numerades, comprenent subgrups (a, b, c, d). Aquestes numeracions que corresponen a diferents biòtops estan indicades en petits panells. Les parcel·les estan separades per grans clarianes cobertes de gespa, passeigs i estanys.

### Nou Món(Nouveau Monde)
- Els grups de l'1 al 9 i les seves subdivisions, representen boscos de l'Oest d'Amèrica del Nord, de les regions costaneres o muntanyoses d'Alaska, la Colúmbia Britànica, l'illa de Vancuver, la serralada de les Cascades, l'Estat de Washington, Oregon, la Sierra Nevada i les muntanyes Rocoses de Montana i de Colorado. Hi ha una majoria d'arbres resiners, entre d'altres, diverses varietats de pins i d'avet roig, Douglas, xiprer de Lawson, sequoia vermella, de la que alguns exemplars arriben aquí els 50 metres i diversos Sequoia sempervirens que suporten malament les glaçades. Els fullosos són representats amb varietats d'aurons, de pollancres, i de verns.

- Els grups de l'11 al 20 i les seves subdivisions estan compostos d'espècies procedents dels boscos boreals i de la regió dels grans llacs del Canadà, de la costa Est i de les regions centrals dels Estats Units. Hi ha més fullosos que a l'Oest (a excepció dels boscos boreals), amb varietats de roure, bedoll, carpí, castanyer i d'auró.

- El grup 10 agrupa els únics exemplars que representen l'Amèrica del Sud (Xile) hi ha araucària i Nothofagus antartica o betuloides.

### El Vell Món(Ancien Monde)
- Els grups del 21 al 29 representen certs boscos d'Europa: la República Txeca, els Sudets (làrix dels Sudets), els Alps, de Suècia meridional, d'Alemanya oriental, de Rússia (pi roig, bedoll, picea), de Croàcia, de Grècia (diferents roures i pins), de Còrsega (pinassa i castanyer).

- El grup 30, representa Algèria amb la Cabília (cedre de l'Atles i teixos)

- El grup 31, Turquia (bosc d'altitud) (pins i altres coníferes), el grup 32, el Caucas (pi, picea, rododendre), el grup 32, l'Iran del qual han sobreviscut pocs arbres, el grup 34, el Nepal occidental (pi, nespler, avellaner i bedoll), el grup 35 el Massís de l'Altai i Sibèria meridional (picea, pi i avet).

- Els grups del 36 al 40 l'Extrem Orient, amb Manxúria i l'illa de Sakhalín (avets i nogueres de Manxúria), la Xina septentrional (bosc de fullosos), la costa sud-est (acer capillipes, magnòlia, metasequoia) el Sichuan al sud-oest de la Xina i el Japó, els vessants del mont Fuji, l'illa de Honshu i el bosc boreal de l'illa d'Hokkaidō, bosc de clima humit amb nombroses espècies.